# Тарханско-Потьминское сельское поселение
Тарханско-Потьминское се́льское поселе́ние — муниципальное образование в Зубово-Полянском районе Мордовии Российской Федерации.
Административный центр — село Тарханская Потьма.

## История
Статус и границы сельского поселения установлены Законом Республики Мордовия от 7 февраля 2005 года № 12-З «Об установлении границ муниципальных образований Зубово-Полянского муниципального района, Зубово-Полянского муниципального района и наделении их статусом сельского поселения, городского поселения и муниципального района».

## Население
| 2002 | 2010  | 2012  | 2013  | 2014 | 2015 | 2016 |
| ---- | ----- | ----- | ----- | ---- | ---- | ---- |
| 1285 | ↘1075 | ↘1037 | ↘1022 | ↘994 | ↘928 | ↘888 |
| 2017 | 2018  | 2019  | 2020  | 2021 |      |      |
| ↘866 | ↘851  | ↘821  | ↘808  | ↗819 |      |      |

## Состав сельского поселения
| № | Населённый пункт  | Тип населённого пункта       | Население |
| - | ----------------- | ---------------------------- | --------- |
| 1 | Первое Мая        | посёлок                      | ↘11       |
| 2 | Покассы           | село                         | ↘112      |
| 3 | Тарханская Потьма | село, административный центр | ↘952      |